# Зенин, Соломон Самойлович
Соломон Самойлович Зе́нин (также Соломон Самуилович Зенин-Зеликсон; 15 апреля 1906 — 23 июля 1971) — советский российский сценарист документальных и художественных фильмов. Член Союза кинематографистов СССР.

## Биография
Родился 15 апреля (по старому стилю) 1906 года Минске в семье копыльского мещанина Шмуйлы Мовше-Янкелевича Зеликсона и Песи Зельмановны Зеликсон. Семья жила в Минске с 1880-х годов. Выпускник Московского юридического института. Член КПСС с 1932 года.
С 1954 занят в кинематографе.
Работал редактором Центральной студии документальных фильмов.
В 1960-е годы вместе с женой, переводчиком Розалией Моисеевной Солодовник (1920—2015) жил в ЖСК «Советский писатель» (д. № 25 по Красноармейской улице).
Похоронен на Донском кладбище.

## Фильмография

### Сценарист
- 1959 — Земля — Луна (документальный) (автор дикторского текста)
- 1959 — Великая победа человечества (документальный) (автор дикторского текста)
- 1961 — Город великой судьбы (совм. с Ю. Б. Каравкиным, документальный) (автор дикторского текста)
- 1962 — Товарищ Серго (документальный) (автор дикторского текста)
- 1961 — Время, вперёд! (документальный) (автор дикторского текста)
- 1964 — Ленинским курсом (документальный) (автор дикторского текста)
- 1966 — Подвиг. Феликс Дзержинский (совм. с А. Е. Новогрудским, премия Международного кинофестиваля в Лейпциге
- 1967 — На штурм царского самодержавия (документальный) (автор дикторского текста)
- 1968 — Гимнастёрка и фрак (совм. с А. Е. Новогрудским)
- 1974 — И всё-таки я верю… (документальный, совм. с А. Е. Новогрудским и М. И. Роммом)
- 1975 — Звёздная минута (совм. с А. Е. Новогрудским и Л. А. Кулиджановым)